# Lysings urskog
Lysings urskog är ett naturreservat i Ödeshögs kommun i Östergötlands län.
Området är naturskyddat sedan 1996 och är 21 hektar stort. Reservatet består av mycket gammal och orörd barrskog med kraftiga granar i sänkor.